# ويليام تشيستر جوردن
ويليام تشيستر جوردن (بالإنجليزية: William Chester Jordan)‏ هو مؤرخ أمريكي، ولد في 1948 في شيكاغو في الولايات المتحدة.